# Rosalyn Fairbank
Rosalyn Doris Fairbank-Nideffer (Durban, 1960. november 2. –) dél-afrikai teniszezőnő. 1979-ben kezdte profi pályafutását, karrierje során tíz páros WTA-tornát nyert meg.

## Grand Slam-győzelmek

### Páros
- Roland Garros: 1981, 1983

## Év végi világranglista-helyezései
| Év       | 1987 | 1988 | 1989 | 1990 | 1991 | 1992 | 1993 | 1994 | 1995 |
| Helyezés | 37.  | 37.  | 22.  | 24.  | 91.  | 46.  | 62.  | 828. | 250. |

## Külső hivatkozások
- Rosalyn Fairbank-Nideffer profilja a WTA oldalán (angolul) - Archiválva 2015. június 16-i dátummal a Wayback Machine-ben
- Rosalyn Nideffer profilja az ITF oldalán (angolul)
- Rosalyn Nideffer profilja a Billie Jean King-kupa oldalán (angolul)